# B2S

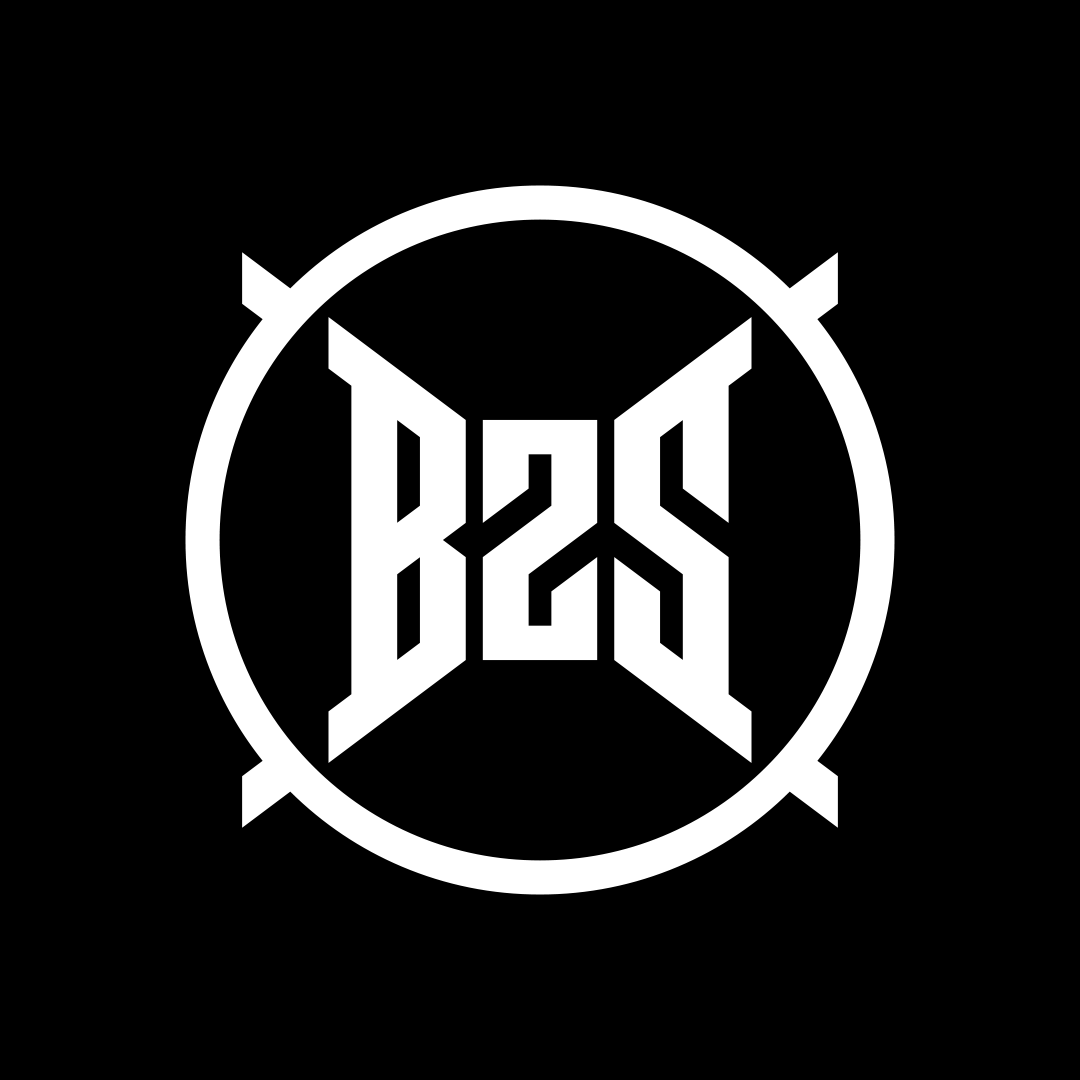
Het logo van B2S sinds 2018.

B2S is een Nederlands evenementenbureau dat zicht rich op muziekstijlen als hardstyle en hardcore. Het bedrijf is in 2001 opgericht in Rotterdam door Jan Lok. Bekende evenementen van B2S zijn Decibel outdoor, Pussy Lounge, Supersized Kingsday Festival en Hard Bass.
B2S was onderdeel van ID&T. In 2013 werd ID&T - en daarmee dus ook B2S - gekocht door het Amerikaanse bedrijf SFX. In 2014 werd 50% van de aandelen gekocht door Robbert Sillerman, de oprichter van SFX. Nadat SFX in grote financiële problemen was gekomen kochten Axar Capital en Allianz in 2016 de schulden op. SFX ging verder onder de naam LiveStyle en oprichter Lok kreeg 15% van de aandelen in B2S.
De naam B2S is afgeleid van een hun oudste concept back2school, wat destijds werd georganiseerd door Paul Elstak en DJ Rob.

## Evenementen
| Evenement                    | Eerste editie | Laatste editie | Opmerkingen                       |
| ---------------------------- | ------------- | -------------- | --------------------------------- |
| 1992 is 4 you                | 2007          | 2016           |                                   |
| A Nightmare In Rotterdam     | 1993          | Heden          | Sinds 2023 door B2S.              |
| Avondje Outsiders            | 2023          | Heden          |                                   |
| back2school                  | 1996          | 2022           |                                   |
| Darkness4life                | 2005          | 2013           |                                   |
| Decibel outdoor              | 2002          | Heden          |                                   |
| Euphoria                     | 2007          | 2018           |                                   |
| Genesis                      | 2018          | 2019           |                                   |
| Hard Bass                    | 2001          | 2019           |                                   |
| Hardcore4Life                | 2001          | 2020           |                                   |
| Knock Out!                   | 2009          | 2015           |                                   |
| Loudness                     | 2003          | Heden          |                                   |
| Project Hardcore             | 2002          | 2015           |                                   |
| Pussy Lounge                 | 1997          | Heden          |                                   |
| Reactor                      | 2014          | 2014           |                                   |
| Refuse                       | 2007          | 2015           |                                   |
| Remember                     | 2005          | 2017           |                                   |
| Snakepit                     | 2016          | Heden          | In samenwerking met Art of Dance. |
| Supersized Kingsday Festival | 2005          | Heden          |                                   |
| Thrillogy                    | 2007          | 2014           |                                   |
| Unlocked                     | 2015          | 2016           |                                   |
| UP!                          | 2005          | 2015           |                                   |